# Лапин, Владимир Христофорович
Владимир Христофорович Лапин — советский военный, государственный и политический деятель, генерал-майор.

## Биография
Родился в 1909 году в Витебске. Член КПСС.
С 1931 года — на хозяйственной, общественной и политической работе. В 1931—1965 гг. — офицер ОГПУ, выпускник Ново-Петергофского училища НКВД, начальник поста, заместитель начальника 60-го Морского ПОГО УПВ НКВД Приморского округа на Камчатке, начальник отдела УПВ МГБ Камчатского округа, 1-й заместитель начальника УПВ МГБ Сахалинского округа, заместитель начальника УПВ МВД Тихоокеанского округа, начальник УПВ КГБ Среднеазиатского округа.
Избирался депутатом Верховного Совета СССР 5-го и 6-го созывов.
Умер в 1974 году.